# Wielopolski

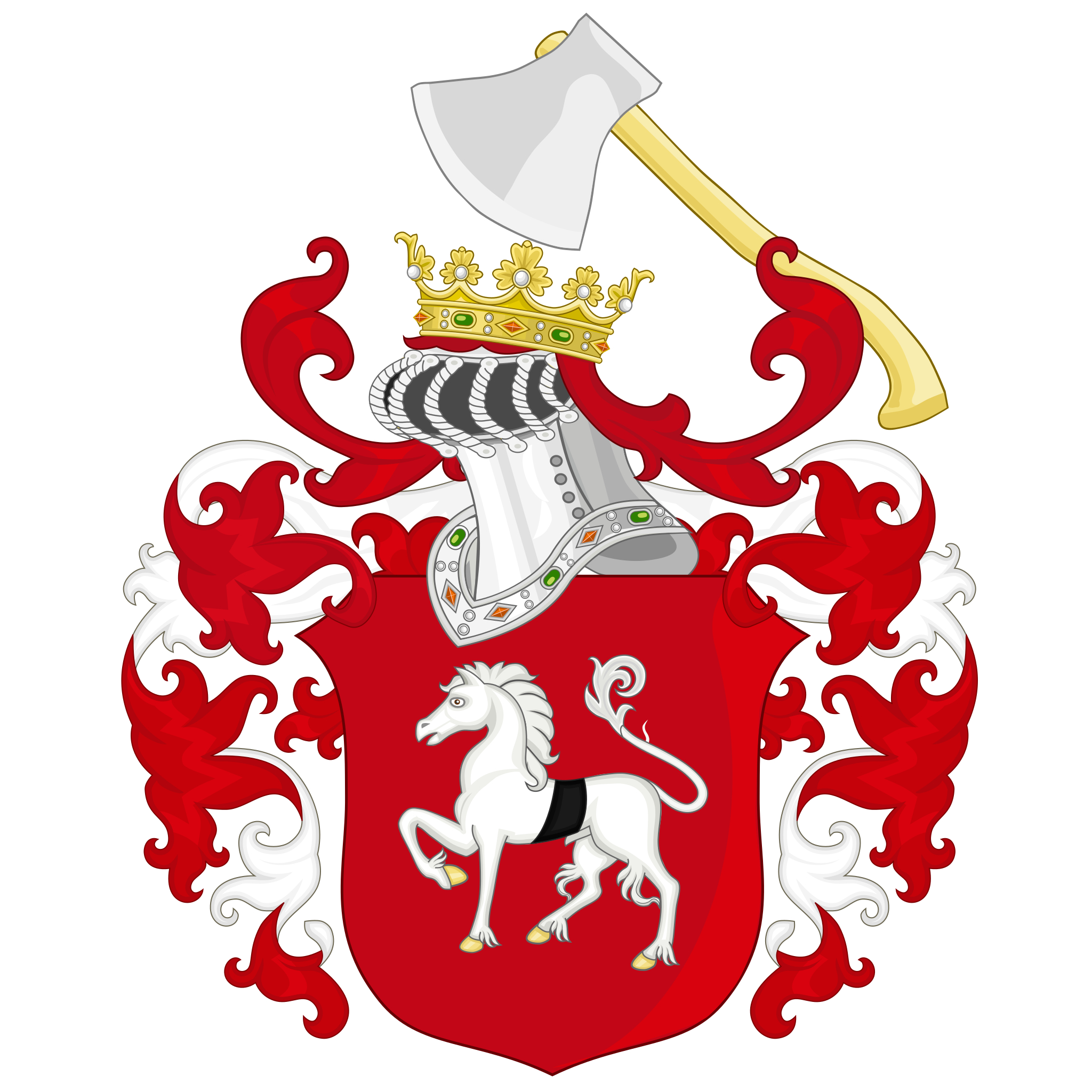
Die Adelsfamilie der Wielopolskis gehörte der Wappengemeinschaft „Starykoń“ an.

Wielopolski ist der Name eines polnischen Adelsgeschlechts, das der Wappengemeinschaft Starykoń angehörte. Die weibliche Form des Namens lautet Wielopolska.
Die Wielopolskis gehörten zur Zeit Polen-Litauens zum Magnatenstand, also dem polnisch-litauischen Hochadel. Im 17. und 18. Jahrhundert bekleideten sie viele Staatsämter, wodurch sie sehr einflussreich und vermögend wurden. Sie besaßen beträchtliche Ländereien und Städte, unter anderem  Pińczów. Als Stammvater der Dynastie gilt Kasper Wielopolski († 1636), dessen Sohn, Jan Wielopolski der Ältere († 1668), für die Familie den Reichsgrafentitel des Heiligen Römischen Reiches Deutscher Nation 1656 erwarb. Sie verbanden sich im Lauf der Zeit ehelich mit anderen Adelsfamilien des Königreichs, zum Beispiel den Lubomirski, Jabłonowski oder Potocki.  
Die Adelsfamilie derer von Wielopolski existiert im Mannesstamm bis auf den heutigen Tag. 

## Bedeutende Namensträger
- Jan Wielopolski (1630–1688), polnischer Aristokrat und Staatsbeamter
- Aleksander Wielopolski  (1803–1877), polnischer Aristokrat, Staatsbeamter und Politiker